# Jens Ewald
Jens Ewald (* 30. Juli 1983 in Schwerte) ist ein deutscher Kanute. Er startet hauptsächlich in der Disziplin Kanuslalom.
Ewald stammt aus einer Kanuten-Familie, sowohl sein Vater als auch seine Schwester Nina Ewald sind im Kanusport aktiv. Seine ersten Wettkämpfe bestritt er im Alter von 8 Jahren. Der erste große Erfolg stellte sich bei den Deutschen Meisterschaften 1999 ein, als er den Jugendtitel gewann und mit der Mannschaft Deutscher Meister bei den Senioren wurde. Es folgten Erfolge im Juniorenbereich, wie der Gewinn des Weltcups und die Europameisterschaft mit der Mannschaft im Jahr 2001. Im selben Jahr konnte er auch den Deutschen Pokalsieg mit der Mannschaft erringen, dies wiederholte er im Seniorenbereich drei Jahre in Folge.
2004 nahm Ewald an den Olympischen Spielen in Athen teil.
Ewald startet für den Kanu- und Surf-Verein Schwerte.

## Erfolge
- Deutscher Jugend-Meister (1999)
- Deutscher Meister Junioren (2001)
- Deutscher Meister (Mannschaft) (1999, 2003, 2004)
- Deutscher Mannschaftspokal Junioren (2001)
- Deutscher Mannschaftspokal Senioren (2002, 2003, 2004)
- Juniorenvizeweltmeister (2000)
- Junioren-Weltcup (2001)
- Junioren-Europameister (Mannschaft) (2001)